# Claude Rank
Pour les articles homonymes, voir Rank.
Claude Rank, nom de plume de Gaston-Claude Petitjean-Darville, né le 22 novembre 1925 à Marseille, en France, et mort le 11 mars 2003 dans la même ville, est un écrivain et un scénariste français, auteur de roman policier, de roman d'espionnage et de roman historique.

## Biographie
Il fait des études au lycée français Paul Tirard de Mayence et au lycée Thiers de Marseille, avant d'entrer à l'école de télécommunications de la Première Armée à Vienne. Pendant la Seconde Guerre mondiale, il est engagé volontaire dans les Forces françaises libres où il devient officier. Après la guerre, il est journaliste à Stars and Stripes, puis à Images du monde. Il est par la suite reporter photographe et agent commercial.
En 1956, il publie son premier roman dans la collection Espionnage du Fleuve noir, intitulé Orages sur les pistes. En 1957, avec Les noyés sont aveugles, paru dans la collection Spécial Police, il débute dans le genre policier. Utilisant ses archives de guerre, il publie en 1958, Peter Neumann. SS, signé Peter Neumann et présenté comme étant traduit par Claude Darville, un autre de ses pseudonymes.
Il est un des auteurs prolifiques du Fleuve noir avec deux cent deux romans d'espionnage et quarante-deux romans policiers.  Dans le genre espionnage, selon Claude Mesplède, « malgré leur écriture relâchée, ces ouvrages présentent toutefois un intérêt dû à la rigueur de leur documentation. En confrontant ainsi ses personnages avec l'actualité et l'Histoire récente, Claude Rank est l'un des premiers romanciers à pratiquer la politique-fiction et à se révéler souvent prophétique ». Pour ce critique littéraire, « ses ouvrages policiers comptent quelques réussites [comme] Tuez la haine (1958), d'une rare noirceur ».
Il adapte pour le cinéma ou la télévision quelques-uns de ses romans et rédige deux scénarios originaux pour le cinéma.

## Œuvre

### Romans signés Claude Rank

#### Dans la collectionSpécial Policeaux éditionsFleuve noir

##### SérieBrigade de répression du banditisme
- ...À l'huile de hache !, no 1722 (1982)  (ISBN 2-265-01944-5)
- Le Feu au train, no 1742 (1982)  (ISBN 2-265-02041-9)
- Larmes de plomb, no 1783 (1983)  (ISBN 2-265-02178-4)
- La Chatte sur un tas brillant, no 1789 (1983)  (ISBN 2-265-02223-3)

##### Autres romans
- Les noyés sont aveugles, no 121 (1957)
- Du sang dans la glace, no 130 (1957)
- Tuez la haine, no 150 (1958)
- Plaidoyer pour l'assassin, no 175 (1958)
- Dialogue aux enfers, no 182 (1959), réédition Fleuve noir, coll. « Polar 50 » no 9 (1988)  (ISBN 2-265-03873-3)
- Les Os du massacre, no 202 (1959)
- Les Eaux malsaines, no 222 (1960)
- Du fond de la nuit, no 243 (1961)
- Les Rats au piège, no 254 (1961)
- Tourbillon, no 276 (1961)
- Le Sang et la Cendre, no 277 (1961)
- Pont-aux-Drames, no 295 (1962)
- Les Anges noirs, no 310 (1962)
- Les Seigneurs écorchés, no 327 (1962)
- La Tombe des autres, no 337 (1963)
- La Fosse, no 349 (1963)
- Le Tunnel, no 372 (1963)
- Juste un drame, no 401 (1964)
- Rappelle-toi, Karen..., no 416 (1964)
- Treize femmes, no 457 (1965)
- Tous les diamants du monde, no 499 (1965), réédition no 1612 (1980)  (ISBN 2-265-01461-3)
- La Grande Traque, no 541 (1966)
- Timm de Coronado, no 553 (1966), réédition no 1639 (1981)  (ISBN 2-265-01600-4)
- Le Dernier Bus pour Matmara, no 600 (1967)
- Chiens fous du mirage, no 625 (1967)
- L'Avion blanc pour Zurich, no 667 (1968)
- The Bluff, no 728 (1969)
- Je quitte l'avenue, no 801 (1970)
- Les Petites Filles de mai, no 830 (1970)
- Si..., no 885 (1971)
- Quai des typhons, no 921 (1971)
- La Falaise, no 957 (1972)
- La Nuit de cristal, no 1001 (1972)
- La Calanque, no 1043 (1973)
- La Route de Mandalay, no 1072 (1973)
- Les Barreaux, no 1136 (1974)
- L'Arc-en-ciel du bout du monde, no 1363 (1977)  (ISBN 2-265-00469-3)
- Camarade la mort, no 1377 (1977)  (ISBN 2-265-00526-6)

#### Dans la collectionEspionnageaux éditions Fleuve noir
- Orages sur les pistes, no 107 (1956)
- Griffes sur l'Ouest, no 115 (1957)
- Zone militaire Sud, no 121 (1957)
- Dossier Nord-Europe, no 128 (1957)
- Démarcation Est, no 141 (1957) (1957)
- Sirènes hurlantes, no 150 (1958)
- Latitude 6° 49', no 157 (1958)
- Le Temps de la rage, no 165 (1958)
- Pour non-exécution, no 175 (1958)
- Frontières barrées, no 184 (1959)
- Échec à la défense, no 192 (1959)
- Cyclones sur le Pacifique, no 203 (1959)
- La Gueule du monstre, no 211 (1959)
- Contre-offensive « non-stop », no 218 (1959)
- Le Festival des squales, no 219 (1959)
- La Fosse aux chacals, no 229 (1960)
- « H » moins cinq, no 239 (1960)
- Foncent les rapaces, no 253 (1960)
- Croix sur l'objectif, no 262 (1960)
- Six heures G.M.T., no 268 (1960)
- Alerte sur Peenemunde, no 276 (1961)
- Tonnerre sur le roc, no 284 (1961)
- Danger, pavillon rouge, no 293
- Les Charognards, no 306 (1961)
- Requins sous la banquise, no 312 (1961)
- Les Provocateurs, no 319 (1962)
- La Marche noire, no 329 (1962)
- Destruction d'un héros, no 338 (1962)
- Signal au rouge, no 345 (1962)
- Pont coupé sur le Holy-Loch, no 352 (1963)
- La Nuit des ouragans, no 368 (1963)
- Guerre à la paix, no 377 (1963)
- Nos assassins, no 390 (1963)
- Le Carnaval des vautours, no 400 (1963)
- 3 fois 3 jours, no 409 (1964)
- Sur fond d'orage, no 419 (1964)
- Ouragan, no 433 (1964)
- Force M, no 445 (1964)
- Corrida pour un espion, no 459 (1964)
- Bombes sur table, no 463 (1964)
- Notre agent d'exécution, no 474 (1965)
- Express pour Jobourg, no 484 (1965)
- Trois hommes sans corde, no 491 (1965
- Duel de fauves, no 505 (1965)
- La Libertad saute à Maracaïbo, no 517 (1965)
- Mirages pour une victoire, no 531 (1966)
- La Route de Corinthe, no 542 (1966)
- Daïana de Gibraltar, no 550 (1966)
- La Renarde blonde, no 567 (1966)
- Opération « Étoile du nord », no 579 (1966)
- Le Grand Rush, no 593 (1967)
- Un homme nommé Trottner, no 605 (1967)
- Jolie Dynamite, no 621 (1967)
- Benghazi, au diable, no 632 (1967)
- Un métier de salaud, no 644 (1967)
- Les Batteries de Muizenberg, no 659 (1967)
- Allée des mitrailleuses, no 676 (1968)
- Le Soldat de la Aurora, no 688 (1968)
- Viva la révolution, no 701 (1968)
- Le Comité de Tallinn, no 712 (1968)
- L'École Bettina, no 720 (1968)
- « E » sans mémoires, no 736 (1968)
- Désertion, no 755 (1969)
- L'An prochain à El Paso, no 764 (1969)
- Il faut faire taire Alexa, no 781 (1969)
- Les Bières du Mississippi, no 794 (1969)
- Carnaval d'octobre, no 806 (1970)
- Mes femmes du Kilimandjaro, no 825 (1970)
- Fort-canal, no 840 (1970)
- Souviens-toi de Dallas, no 852 (1970)
- Train de nuit pour Fortaleza, no 868 (1971)
- Croix de fer, épées, diamants..., no 882 (1971)
- La Guerre des trois, no 902 (1971)
- Aux armes du Bengale, no 917 (1971)
- Rendez-vous à Port-Jackson, no 930 (1971)
- Où courez-vous, samouraïs ?, no 945 (1972)
- Force M à Tahiti, no 959 (1972)
- Le Général Révolution, no 973 (1972)
- Le Camarade, no 979 (1972)
- Le Coup de Carthagène, no 994 (1972)
- Les Tueuses de Constance, no 1008 (1972)
- Les Jolies Bombes d'Okinawa, no 1022 (1973)
- Nous n'irons plus à Kampala, no 1036 (1973)
- Vietnam à vendre, no 1050 (1973)
- L'Escadron rouge, no 1055 (1973)
- Les Six Gueules d'Amérique, no 1062 (1973)
- Les Cages de Montevideo, no 1075 (1973)
- USS Potemkine, no 1079 (1973)
- Mort d'un solitaire, no 1098 (1974)
- La Bombe à l'heure du thé, no 1114 (1974)
- La Petite Femme du Cap, no 1120 (1974)
- Mourir en applaudissant, no 1126 (1974)
- La Grande Horde, no 1133 (1974)
- Il pleut des grenades, no 1138 (1974)
- La Fille pendue, no 1145 (1974)
- Les Sirènes de Kidderpore, no 1150 (1974)
- Le Septième Camion, no 1165 (1974)
- La Reine des truies, no 1180 (1975)
- Les Incendiaires, no 1193 (1975)
- Hullabaloo !, no 1201 (1975)
- Le Serment de Shannon, no 1207 (1975)
- Rio Merda, no 1216 (1975)
- La Guerre du seigneur, no 1223 (1975)
- La Maréchale, no 1229 (1975)
- La Gloire de Sapporo, no 1243 (1975)
- L'Enfer pour demain, no 1257 (1976)  (ISBN 2-265-00005-1)
- Les Fosses communes, no 1264 (1976)  (ISBN 2-265-00046-9)
- La Juive de Port of Spain, no 1271 (1976)  (ISBN 2-265-00065-5)
- Priorité rouge, no 1278 (1976)  (ISBN 2-265-00093-0)
- L'Ange du Missouri, no 1285 (1976)  (ISBN 2-265-00126-0)
- Que s'est-il passé au secteur K ?, no 1290 (1976)  (ISBN 2-265-00159-7)
- Requiem pour Managua, no 1298 (1976)  (ISBN 2-265-00184-8)
- Les Loups en flammes, no 1313 (1976)  (ISBN 2-265-00236-4)
- Le Complot de Panama, no 1317 (1977)  (ISBN 2-265-00261-5)
- Concorde demain soir..., no 1335 (1977)  (ISBN 2-265-00339-5)
- Samedi à l'aube, no 1341 (1977)  (ISBN 2-265-00362-X)
- Architecturale, no 1355 (1977)
- Libéria, Libéria chéri..., no 1363 (1977)  (ISBN 2-265-00437-5)
- Pont de la Gitane noire, no 1370 (1977)  (ISBN 2-265-00466-9)
- Coup bas pour une grève, no 1383 (1977)  (ISBN 2-265-00522-3)
- L'Ennemi de Séoul, no 1395 (1978)  (ISBN 2-265-00583-5)
- Un caillou pour la gloire, no 1405 (1978)  (ISBN 2-265-00613-0)
- Le Commando de Slovénie, no 1409 (1978)  (ISBN 2-265-00640-8)
- Les faucons sortent de l'ombre, no 1422 (1978)  (ISBN 2-265-00698-X)
- La Petite Hyène du soir, no 1431 (1978)  (ISBN 2-265-00732-3)
- Lola von Bismarck, no 1443 (1978)  (ISBN 2-265-00779-X)
- Trucks sur l'Orient-Express, no 1449 (1978)  (ISBN 2-265-00805-2)
- L'Amiral noir, no 1455 (1978)  (ISBN 2-265-00838-9)
- Danse des crabes à Chittagong, no 1458 (1979)  (ISBN 2-265-00861-3)
- Six phares d'acier, no 1465 (1979)  (ISBN 2-265-00904-0)
- Pour 10 000 chiens crevés, no 1475 (1979)  (ISBN 2-265-00967-9)
- Les Canons de Takarazuka, no 1480 (1979)  (ISBN 2-265-01000-6)
- Mission en Prusse rouge, no 1485 (1979)  (ISBN 2-265-01021-9)
- Néo-vampires à Stalinskaïa, no 1490 (1979)  (ISBN 2-265-01050-2)
- Huit bombes en or, no 1500 (1979)  (ISBN 2-265-01104-5)
- Saga d'un tombeau de fer, no 1510 (1979)  (ISBN 2-265-01150-9)
- C.C.K. ou la gloire au sang, no 1520 (1980)  (ISBN 2-265-01207-6)
- Câble central Interamerica, no 1525 (1980)  (ISBN 2-265-01235-1)
- Les Cercueils bulgares, no 1530 (1980)  (ISBN 2-265-01264-5)
- Les Jaguars, no 1535 (1980)  (ISBN 2-265-01284-X)
- Deux torpilles pour Bonnie, no 1545 (1980)  (ISBN 2-265-01346-3)
- Tumaco-du-massacre, no 1550 (1980)  (ISBN 2-265-01383-8)
- Hôtel des vieux aigles, no 1555 (1980)  (ISBN 2-265-01422-2)
- Listes noires, no 1560 (1980)  (ISBN 2-265-01447-8)
- Flammes de cuivre, no 1565 (1980)  (ISBN 2-265-01474-5)
- La Tanière grise, no 1567 (1981)  (ISBN 2-265-01509-1)
- La Spirale, no 1574 (1981)  (ISBN 2-265-01538-5)
- Le Pacte dynamité, no 1580 (1981)  (ISBN 2-265-01560-1)
- Discours du sang, no 1583 (1981)  (ISBN 2-265-01592-X)
- La Cote des squelettes, no 1586 (1981)  (ISBN 2-265-01641-1)
- Exécution Squad, no 1594 (1981)  (ISBN 2-265-01647-0)
- Le Faucon arabe, no 1600 (1981)  (ISBN 2-265-01667-5)
- Feu, la loi martiale, no 1605 (1981)  (ISBN 2-265-01725-6)
- Darwin-des-Cyclones, no 1610 (1981)  (ISBN 2-265-01746-9)
- Les Rescapés, no 1615 (1981)  (ISBN 2-265-01821-X)
- Opération Croc-d'Acier, no 1621 (1981)  (ISBN 2-265-01825-2)
- Quatre Packs dans les nuages, no 1628 (1982)  (ISBN 2-265-01863-5)
- Java pour deux tsarines, no 1634 (1982)  (ISBN 2-265-01900-3)
- Le Comité de défonce, no 1640 (1982)  (ISBN 2-265-01894-5)
- Les Chiens de guerre, no 1646 (1982)  (ISBN 2-265-01920-8)
- La Partie de Papous, no 1651 (1982)  (ISBN 2-265-01951-8)
- Wolf connection, no 1652 (1982)  (ISBN 2-265-01952-6)
- Bleu, blanc, sang, no 1663 (1982)  (ISBN 2-265-02034-6)
- La Haute Tombe, no 1670 (1982)  (ISBN 2-265-02062-1)
- Chasse à la Cosaque, no 1676 (1982)  (ISBN 2-265-02084-2)
- Diable, crève !, no 1681 (1982)  (ISBN 2-265-02118-0)
- La Sixième Colonne, no 1684 (1982)  (ISBN 2-265-02147-4)
- Blitz'Kommando, no 1691 (1983)  (ISBN 2-265-02201-2)
- La Vieille Forteresse, no 1696 (1983)  (ISBN 2-265-02175-X)
- Le « Gunman », no 1705 (1983)  (ISBN 2-265-02253-5)
- La Matraque, no 1716 (1983)  (ISBN 2-265-02325-6)
- Route de la guerre civile, no 1720 (1983)  (ISBN 2-265-02358-2)
- Le Testament du chacal, no 1725 (1983)  (ISBN 2-265-02380-9)
- Le Monstre, no 1731 (1983)  (ISBN 2-265-02421-X)
- La Cage aux porcs, no 1736 (1983)  (ISBN 2-265-02442-2)
- F.M. pour les Cordillères, no 1737 (1983)  (ISBN 2-265-02462-7)
- Destruction d'une armée, no 1744 (1983)  (ISBN 2-265-02502-X)
- Coup bas : Cuba !, no 1751 (1984)  (ISBN 2-265-02523-2)
- Rose rouge de Tasmanie, no 1756 (1984)  (ISBN 2-265-02578-X)
- Les Walkyries du Front d'Euphrate, no 1766 (1984)  (ISBN 2-265-02642-5)
- L'An prochain à Managua, no 1771 (1984)  (ISBN 2-265-02666-2)
- Mayotte à la casse, no 1781 (1984)  (ISBN 2-265-02787-1)
- L'Année du Rat, no 1785 (1984)  (ISBN 2-265-02809-6)
- Les Kollabos, no 1790 (1984)  (ISBN 2-265-02826-6)
- Notre rousse à Montevideo, no 1800 (1985)  (ISBN 2-265-02888-6)
- Le Collier de l'apocalypse, no 1805 (1985)  (ISBN 2-265-02899-1)
- L'Allemande de la Volga, no 1810(1985)  (ISBN 2-265-02937-8)
- Auto-Mag .44 Special, no 1824 (1985)  (ISBN 2-265-03032-5)
- Feu rouge à Severomorsk, no 1830 (1985)  (ISBN 2-265-03059-7)
- Caveau des maudits, no 1833 (1985)  (ISBN 2-265-03082-1)
- Grand Sud, no 1841 (1985)  (ISBN 2-265-03111-9)
- La Ville Murée, no 1849 (1986)  (ISBN 2-265-03162-3)
- Promotion Clash, no 1854 (1986)  (ISBN 2-265-03203-4)
- Cadavres au garde-à-vous, no 1857 (1986)  (ISBN 2-265-03226-3)
- Vie et mort d'un « Refusnik », no 1859 (1986)  (ISBN 2-265-03255-7), (OCLC 461731016)
- L'Autre No Man's Land, no 1865 (1986)  (ISBN 2-265-03319-7)
- Thriller politique, no 1869 (1986)  (ISBN 2-265-03337-5)
- Porto-Bombes, no 1872 (1986)  (ISBN 2-265-03358-8)
- ...Qu'un sang impur..., no 1877 (1986)  (ISBN 2-265-03412-6)
- L'Assaut, no 1882 (1986)  (ISBN 2-265-03438-X)
- Le Clan, no 1884 (1986)  (ISBN 2-265-03458-4)
- Le Naufrage du Mocimboa, no 1895 (1987)  (ISBN 2-265-03551-3)
- Les Amours d'Ariane, no 1901 (1987)  (ISBN 2-265-03600-5)

#### Dans la collection Grands Romans aux éditions Fleuve noir
- Les Émigrants du purgatoire (1959)
- Le Commando des torches (1959)
- Qui sème la terreur (1960)
- La Grande Menace (1961)
- Les Aigles et la Proie (1962)
- Les Lanciers du Bakwanga (1963)

#### Dans la collection Grands Succès aux éditions Fleuve noir
- L'Abattage (1978)  (ISBN 2-265-00853-2)
- Gamma du Centaure (1979)  (ISBN 2-265-01044-8)

### Romans signés Claude Darville
- Le Nu blond, Éditions de Trévise (1974)  (ISBN 2-7112-0049-3)
- La Petite Mort d'Alsace, Fleuve noir, coll. « Grand Succès » (1975)
- La Clinique, Fleuve noir (1975)
- SS ! journal de marche, Éditions France-Empire (1985)  (ISBN 2-7048-0416-8)

### Roman signé Peter Neumann
- Peter Neumann. SS, Éditions France-Empire (1958), réédition Pocket, coll. « Presses-Pocket » no 1128 (1974)

### Romans signés Philippe de Clausse (ou Declausse)

#### SérieLes 7...
- Les Fanfares du Potomac, Jean-Claude Lattès Édition spéciale (1973)
- Le Président Carabine, Jean-Claude Lattès Édition spéciale (1973)

#### Autre roman
- Retour à Dien Bien Phu, Éditions Jean-Claude Lattès (1973)  (ISBN 2-7096-0005-6)

### Romans signés Philippe Harzer
- Bébés lunes et Satellites, Fleuve noir, coll. « Documents » (1957)
- Klaus Barbie et la Gestapo en France, Fleuve noir, coll. « Documents » (1983)  (ISBN 2-265-02410-4)

### Romans signés Jean-Guyonne Roehmer

#### Collection L'AXE aux éditionsFleuve noir
1. Bourbon royal pour: L'AXE (1978)
2. Mission fantastique pour: L'AXE (1978)
3. Descente aux enfers pour l'AXE (1978)
4. L'AXE fait la bombe (1978)
5. L'AXE et la guerre noire (1979)
6. Duel de monstres pour l'AXE (1979)
7. Couronne de fer en Terre de Feu (1979)
8. État-major de la mort (1980)
9. Les pourrissoirs (1980)
10. Croisière rouge pour l'AXE (1980)
11. Raid en Ouganda (1981)
12. Transamazonica (1981)
13. Choc à Spermatozoville (1982)

## Prix et distinctions
- Palmes d'or du roman d'espionnage 1963 pour Le Carnaval des vautours

## Filmographie

### Adaptations au cinéma
- 1965 : Corrida pour un espion, film franco-hispano-allemand réalisé par Maurice Labro, adaptation du roman éponyme
- 1965 : Mission spéciale à Caracas, film franco-italo-espagnol réalisé par Raoul André, adaptation de Treize Femmes
- 1965 : Nick Carter et le trèfle rouge (autre titre Nick Carter revient), film franco-italien réalisé par Jean-Paul Savignac, adaptation de Bombes sur table, reprenant le nom du héros Nick Carter
- 1967 : La Route de Corinthe, film franco-italo-grec réalisé par Claude Chabrol, adaptation du roman éponyme

### Adaptation à la télévision
- 1998 : Les Insoumis, téléfilm français réalisé par Gérard Marx

### Scénarios pour le cinéma
- 1965 : Le Gentleman de Cocody, film franco-italien réalisé par Christian-Jaque
- 1969 : Le Paria, film franco-espagnol réalisé par Claude Carliez

### Scénario pour la télévision
- 1974 : La Nuit de Winterspelt, téléfilm français réalisé par Jean-Claude de Nesle

## Sources
: document utilisé comme source pour la rédaction de cet article.
- Claude Mesplède (dir.), Dictionnaire des littératures policières, vol. 2 : J - Z, Nantes, Joseph K, coll. « Temps noir », 2007, 1086 p. (ISBN 978-2-910-68645-1, OCLC 315873361), p. 620-623.